# Journey (album van Journey)
Journey is het eerste muziekalbum van de gelijknamige band. Op het album is nog goed de basis van de band te horen. De twee ex-leden van Santana drukten een duidelijke stempel op de muziek, die af en toe neigt naar de latinrock van Santana. Er zijn echter ook invloeden te horen uit de progressieve rock en fusion, zeker als er niet gezongen wordt.
In het archief van de band bevindt zich nog een demoversie van dit album, met nog tracks die het definitieve album niet haalden. Ook de toenmalige drummer Prairie Prince is op het definitieve album niet (meer) te horen, maar wel op de demoversie..

## Musici
- Neal Schon – gitaar
- Gregg Rolie – zang, toetsinstrumenten
- Ross Valory – basgitaar, piano op In the morning day
- George Thickner – slaggitaar en basgitaar op In the morning day
- Ainsley Dunbar – slagwerk

## Muziek
| Nr. | Titel                                                   | Duur |
| --- | ------------------------------------------------------- | ---- |
| 1.  | Of a lifetime (Gregg Rolie, George Tickner, Neal Schon) | 6:54 |
| 2.  | In the morning day (Rolie, Ross Valory)                 | 4:27 |
| 3.  | Kohoutek (Schon, Rolie)                                 | 6:46 |
| 4.  | To play some music (Rolie, Schon)                       | 3:19 |
| 5.  | Topaz (Tickner)                                         | 6:12 |
| 6.  | In my lonely feeling/Conversations (Rolie, Valory)      | 5:01 |
| 7.  | Mystery mountain (Rolie, Valory, Diane Valory)          | 4:23 |

Kohoutek (genoemd naar de komeet Kohoutek) en Topaz zijn instrumentale nummers.